# Antonia Visconti
Antonia Visconti (vers 1354 - 26 mars 1405), comtesse de Wurtemberg, est une fille de Barnabé Visconti et de Reine della Scala.

## Famille
Antonia est née à Milan et est la septième des quinze enfants de ses parents.
Parmi ses sœurs, Taddea épouse Etienne III de Bavière et est la mère d'Isabeau de Bavière, épouse de Charles VI de France. Une autre, Agnès, épouse François Ier de Mantoue et est exécutée pour adultère en 1391. Sa jeune sœur Élisabeth est quant à elle mariée à Ernest de Bavière.
Les grands-parents maternels d'Antonia sont Mastino II della Scala et Taddea de Carrare. Ses grands-parents paternels sont Stefano Visconti et Valentina Doria.

## Mariage
Antonia est à l'origine fiancée à Frédéric III de Sicile alors que la plupart de ses sœurs épousent des membres de la maison de Wittelsbach. Dix ans après la première proposition de mariage, un contrat de mariage est rédigé, et la famille d'Antonia s'engage à fournir une dot de dix mille florins plus vingt mille florins supplémentaires en bijoux . Cependant, Frédéric meurt le 27 janvier 1377 avant que le mariage ne puisse avoir lieu.
Antonia épouse trois ans plus tard, le 27 octobre 1380 , à Bad Urach le comte Eberhard III de Wurtemberg . 
Antonia et Eberhard ont trois fils, mais un seul atteint l'âge adulte :
- Eberhard IV de Wurtemberg (23 août 1388 - 2 juillet 1419), successeur de son père ;
- Ulrich (mort jeune) ;
- Ludwig (mort jeune).

Antonia aménage des jardins et des fontaines dans le parc de leur château, connus sous le nom de "der Frau von Mailand Garten".
Le 26 mars 1405, Antonia meurt au Vieux château de Stuttgart. Eberhard se remarie avec Elisabeth, fille du burgrave Jean III de Nuremberg et de Marguerite de Bohême. Ils ont une fille, également appelée Élisabeth.